# Formation au travail en équipage
Pour les articles homonymes, voir FTE.
Le Multi Crew Cooperation (MCC) (en français Formation au Travail en Équipage (FTE)) est une formation complémentaire à une licence de pilote professionnel autorisant le vol en équipage, c'est-à-dire dans un aéronef qui nécessite plusieurs personnels navigants techniques. Elle est un préalable à la qualification de type multipilote et peut être réalisée en même temps ou séparément de celle-ci. Elle est dispensée dans un Approved Training Organisation (ATO). 
La formation comprend 25 heures de cours théoriques, et un minimum de 20 heures sur simulateur qui peut-être abaissé à 15 heures dans le cadre d'une formation ATP intégrée et à 10 heures si elle se déroule dans le cadre de la première qualification de type.
Cette formation est soumise au sous-chapitre H de la règlementation part-FCL.